# Un flic voit rouge
Pour plus de détails, voir Fiche technique et Distribution.
Un flic voit rouge (Mark il poliziotto) est un film italien réalisé par Stelvio Massi, sorti en 1975, avec Franco Gasparri, Lee J. Cobb, Sara Sperati, Juan Carlos Duran (it), Giampiero Albertini et Giorgio Albertazzi dans les rôles principaux.

## Synopsis
Le commissaire Mark Terzi (Franco Gasparri) de la brigade des stupéfiants de la ville de Milan enquête sur les activités de l'homme d'affaires Benzi (Lee J. Cobb). Il le soupçonne d'être à la tête d'une organisation de trafiquants d'héroïne, mais les preuves sont minces.

## Fiche technique
- Titre : Un flic voit rouge
- Titre original : Mark il poliziotto
- Réalisation : Stelvio Massi
- Scénario : Adriano Bolzoni, Raniero Di Giovanbattista, Dardano Sacchetti et Stelvio Massi
- Photographie : Marcello Gatti
- Montage : Mauro Bonanni (it)
- Musique : Stelvio Cipriani
- Décors : Sergio Palmieri
- Costumes : Rosa Falconi
- Société(s) de production : Produzioni Atlas Consorziate
- Pays d'origine :  Italie
- Langue : Italien
- Format : Couleur
- Genre : Néo-polar italien
- Durée : 90 minutes
- Dates de sortie :
  -  Italie : 1er août 1975
  -  France : 20 avril 1977

## Distribution
- Franco Gasparri (VF : Gérard Hernandez) : le commissaire Mark Terzi
- Lee J. Cobb (VF : André Valmy) : l'homme d'affaires Benzi
- Sara Sperati (VF : Marion Loran) : Irene
- Juan Carlos Duran (it) (VF : Henry Djanik) : Gruber
- Giampiero Albertini (VF : Raymond Loyer) : le brigadier Bonetti
- Giorgio Albertazzi (VF : Gabriel Cattand) : le juge
- Andrea Aureli (VF : Albert Augier) : l'assistant de l'avocat Benzi
- Francesco D'Adda (VF : Jean Michaud) : le juge d'instruction
- Danilo Massi (it) : le jeune policier
- Luciano Comolli (VF : Pierre Trabaud) : le policier corrompu
- Dada Gallotti : la mère d'Irene
- Danilo Massi (it)
- Renato Paracchi

## Autour du film
- Il s'agit du premier film consacré aux aventures du commissaire Terzi et qui, à la suite du succès du film en Italie, connaîtra une suite, nommé Marc la gâchette (Mark il poliziotto spara per primo) et sortit en 1975, dans lequel Franco Gasparri reprend son rôle.
- Le film a été tourné dans les villes de Rome, Milan et Pavie.
- Le boxeur italien d'origine argentine Juan Carlos Duran (it), fraîchement retraité, joue dans le film le rôle d'un méchant.

## Sources
- (en) Roberto Curti, Italian Crime Filmography, 1968-1980, Jefferson, McFarland, 2013, 330 p. (ISBN 978-0-7864-6976-5, lire en ligne).
- (it) Fulvio Fulvi, Poliziotti senza paura : Stelvio Massi e il cinema d'azione, Plombino, Associazione Culturale Il Foglio, 2010, 231 p. (ISBN 978-88-7606-278-0).